# Carrières-sous-Poissy
Carrières-sous-Poissy je zahodno predmestje Pariza in občina v departmaju Yvelines osrednje francoske regije Île-de-France. Leta 2008 je naselje imelo 14.512 prebivalcev.

## Geografija
Kraj leži na desnem bregu reke Sene, nasproti Poissyja, 10 km severozahodno od Saint-Germaina.

## Administracija
Občina Carrières-sous-Poissy skupaj z občinami Médan, Villennes-sur-Seine in delom občine Poissy sestavlja kanton Poissy-Sever s sedežem v Poissyu. Slednji je vključen v okrožje Saint-Germain-en-Laye.